# Javier Marías
Javier Marías Franco (Madrid, 20 de setembro de 1951 – Madrid, 11 de setembro de 2022) foi um escritor, tradutor e editor espanhol, membro da Real Academia Espanhola. É considerado um dos romancistas mais relevantes da literatura espanhola contemporânea.

## Biografia
Filho do filósofo espanhol Julián Marías Aguilera, passou parte da sua infância junto com a sua família nos Estados Unidos da América. É sobrinho e primo, respetivamente, dos cineastas Jesús Franco e Ricardo Franco com quem colaborou na juventude traduzindo e escrevendo guiões e, inclusivamente, participando como figurante em algumas longas metragens. Licenciou-se em Filosofia e Letras pela Universidade Complutense de Madrid.
Em 1970 escreveu o seu primeiro romance intitulado "Los dominios del lobo", o qual viria a ser publicado no ano seguinte. Entre a escrita e a publicação desta primeira obra conheceu o escritor Juan Benet, com quem iniciou uma grande amizade, e que constitui uma figura chave na sua vida pessoal e literária.
Entre 1983 e 1985 passou a lecionar Literatura Espanhola e Teoria da Tradução na Universidade de Oxford, no Reino Unido. Envolveu-se na mesma atividade em 1984 no Wellesley College, em Boston, EUA e entre 1987 e 1992 na Universidade Complutense de Madrid.
Em 1988 lançou o romance "Todas las almas". Apesar de ser uma obra de ficção, narra a história de um professor espanhol que dá aulas em Oxford, o que resultou no equívoco de se confundir o personagem do livro com o próprio autor.
O romance "Corazón tan blanco", lançado em 1992, alcançou um enorme sucesso junto do público e da crítica, resultando na sua consagração definitiva como escritor. Este livro foi traduzido para dezenas de línguas garantindo também o reconhecimento internacional do autor. O famoso crítico alemão Marcel Reich-Ranicki classificou Javier Marías como um dos mais importantes autores vivos a nível mundial. Sucesso similar foi alcançado pelo romance publicado em 1994, "Mañana en la batalla piensa en mí", recebendo prémios na Europa e nas Américas. Especialmente estas duas obras têm sido catalogadas, por muitos, entre os clássicos da literatura castelhana.
Em 2002 iniciou a publicação do que alguns consideram ser a sua obra mais ambiciosa, "Tu rostro mañana". Apesar de não estar relacionado diretamente com outros dos seus anteriores livros, existe uma ligação com alguns personagens, especialmente o narrador, do romance Todas las almas que Marías havia lançado em 1988. Devido à sua extensão, superior a 1.500 páginas, Marías decidiu publicá-lo em três partes, intituladas respetivamente, Fiebre y lanza, em 2002, Baile y sueño, em 2004 e Veneno y sombra y adiós, em 2007. Em Portugal, esta última obra foi lançada sob o título "O teu rosto amanhã", estando publicado o primeiro volume "1. Febre e Lança". No Brasil, este primeiro volume foi publicado em 2003 pela Companhia das Letras São Paulo, que publicou ainda, em 2008, o segundo, (vol 2.) Dança e Sonho, e em 2010, o terceiro, Veneno, Sombra e Adeus.
Galardoado com diversos prémios nacionais e internacionais, em 1997 recebeu o Prémio Nelly Sachs, por muitos considerado a antecâmara do Prémio Nobel da Literatura. Em 2006 foi eleito membro da Real Academia Española de la Lengua, lugar que havia declinado anteriormente devido ao facto do seu pai já ocupar um lugar na instituição.
Javier Marías é considerado um dos escritores mais importantes da língua castelhana. Os seus artigos de imprensa têm tido grande influência na cultura tanto em Espanha como na América Latina, sendo publicados em jornais tais como "El País", "El Semanal" e a revista mexicana "Letras Libres". Apesar do enorme sucesso, Marías tem sido alvo de algumas críticas negativas que o consideram "pouco espanhol". Desde 1971 escreveu mais de trinta obras, entre romances, ensaios e colectâneas de artigos e contos. Os seus livros já foram traduzidos em mais de trinta idiomas e venderam mais de quatro milhões e meio de exemplares em todo o mundo.
Marías morreu em 11 de setembro de 2022, aos setenta anos de idade, em Madrid, por causa de uma pneumonia associada ao Covid-19.

## Obras

### Romances de ficção
- Os domínios do lobo - no original Los dominios del lobo (1971).
- Travesía del horizonte (1972).
- El monarca del tiempo (1978).
- El siglo (1983).
- O homem sentimental - no original El hombre sentimental (1986).
- Todas as almas - no original Todas las almas (1989).
- Coração tão branco - no original Corazón tan blanco (1992).
- Amanhã na batalha pensa em mim - no original Mañana en la batalla piensa en mí (1994).
- Negras costas do tempo - no original Negra espalda del tiempo (1998).
- O teu rosto amanhã - no original Tu rostro mañana (2002 - 2007).
  - 1 Febre e lança - no original Fiebre y lanza (2002).
  - 2 Dança e sonho - no original Baile y sueño (2004).
  - 3 Veneno e sombra e adeus - no original Veneno y sombra y adiós (2007).
- Os enamoramentos - no original Los enamoramientos (2011).
- Assim começa o mal - no original Así empieza lo malo (2014)
- Berta Isla  - no original Berta Isla (2017)
- Tomás Nevinson - no original Tomás Nevinson (1971).

### Contos
- Enquanto elas dormem - no original Mientras ellas duermen (1990; edição ampliada em 2000).
- Quando fui mortal - no original Cuando fui mortal (1996).
- Cuentos únicos
- Não mais amores - no original Mala índole (1998).

### Colectânea de artigos
- Paixões passadas - no original Pasiones pasadas (1991).
- Literatura e fantasma - no original Literatura y fantama (1993; edição ampliada em 2001).
- Vida del fantasma (1995; edição ampliada em 2001).
- Mano de sombra (1997).
- Seré amado cuando falte (1999).
- Selvagens e sentimentais - no original Salvajes y sentimentales (2000).
- A veces un caballero (2001).
- Harán de mí un criminal (2003).
- El oficio de oír llover (2005).
- Donde todo ha sucedido: al salir del cine (2005).
- Demasiada nieve alrededor (2007).

### Traduções
Obras (excluindo artigos) traduzidas por Javier Marías para o castelhano:
- El brazo marchito y otros relatos de Thomas Hardy (1974).
- La vida y las opiniones del caballero Tristram Shandy. Los sermones de Mr. Yorick de Laurence Sterne (1978).
- De vuelta del mar de Robert Louis Stevenson (1980).
- El espejo del mar de Joseph Conrad (1981).
- Ehrengard de Isak Dinesen (1984).
- El crepúsculo celta de William Butler Yeats (1985).
- Religio Medici. Hydriotaphia de Thomas Browne (1986).
- Autorretrato en espejo convexo de John Ashbery (1990).
- Un poema no escrito de W. H. Auden (1996).
- Notas para una ficción suprema de Wallace Stevens (1996).
- Si yo amaneciera otra vez de William Faulkner (1997).
- Desde que te vi morir de Vladimir Nabokov (1999).

### Outros
- Vidas escritas - no original Vidas escritas (1992).
- El hombre que parecía no querer nada (1996).
- Miramientos (1997).
- Si yo amaneciera otra vez (1997).
- Desde que te vi morir (1999).

## Prémios
- Prémio de tradução Fray Luis de León (Premio Nacional de Traducción) por La vida y las opiniones del caballero Tristram Shandy (1979).
- Premio Herralde de Novela por El hombre sentimental (1986).
- Premio Ciudad de Barcelona por Todas las almas (1989).
- Premio de la Crítica por Corazón tan blanco (1993).
- Prix L'Œil et la Lettre por Corazón tan blanco (1993).
- Premio Rómulo Gallegos por Mañana en la batalla piensa en mí (1995).
- Premio Fastenrath (Real Academia Española de la Lengua) por Mañana en la batalla piensa en mí (1995).
- Prix Femina Étranger (França) para o melhor romance estrangeiro por Mañana en la batalla piensa en mí (1996).
- Premio Arzobispo Juan de San Clemente por Mañana en la batalla piensa en mí.
- Premio Mondello Cittá di Palermo (Itália) por Mañana en la batalla piensa en mí.
- Premio Nelly Sachs (Dortmund) pelo conjunto da obra (1997).
- IMPAC International Dublin Literary Award (Trinity College de Dublin) por Corazón tan blanco (1997).
- Premio Letterario Internazionale Mondello-Città di Palermo por Mañana en la batalla piensa en mí (1998).
- Premio Comunidad de Madrid a la creación artística pelo conjunto da obra (1998).
- Premio Internazionale Ennio Flaiano por El hombre sentimental (2000).
- Premio Grinzane Cavour (Turim) pelo conjunto da obra (2000).
- Premio Internacional Alberto Moravia de narrativa estrangeira (Roma) pelo conjunto da obra (2000).
- Premio Nacional de Periodismo Miguel Delibes pelo artigo El oficio de oír llover (2003).
- Premio Salambó pelo melhor livro de narrativa por Tu rostro mañana, 1: Fiebre y lanza (2003).
- Premio José Donoso de las letras pelo conjunto de sua obra. Entregue pela Universidad de Talca (Chile) (2008).
- Premio Internazionale Nonino 2011 por conjunto de sua obra. Entregue pela Nonino Company (Italia) (2011).